# Lobe temporal

Animation tridimensionnelle du cerveau humain montrant le lobe temporal gauche en rouge à l'intérieur d'un crâne rendu transparent. L'hémisphère cérébral droit n'est pas montré afin de mieux mettre en valeur le gauche.

Le lobe temporal est une région du cerveau des vertébrés située derrière l'os temporal (l'os situé derrière les tempes) dans la partie latérale et inférieure du cerveau.
Chez l'Homme, c'est une zone importante pour de nombreuses fonctions cognitives, dont l'audition, le langage, la mémoire et la vision des formes complexes.

## Anatomie

Les lobes externes du cerveau humain. Sont aussi dessinés le cervelet en bleu et le tronc cérébral en noir qui sont des structures nerveuses distinctes du cerveau proprement dit.

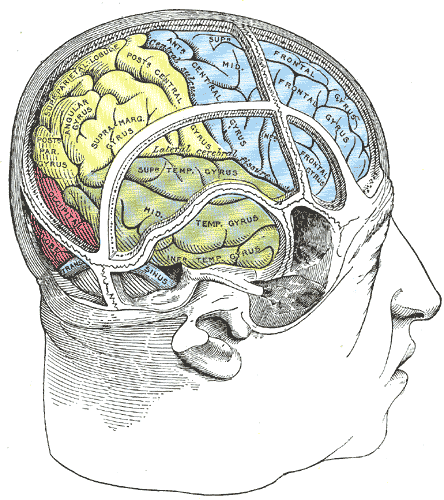
Dessin illustrant la position du lobe temporal (en vert foncé) par rapport au reste de la tête ; il est situé en regard des os de la tempe et se prolonge en arrière derrière l'oreille.

Les lobes temporaux sont situés à l'arrière des lobes frontaux et au-dessous des lobes pariétaux. Le sillon latéral (ancienne scissure de Sylvius) en constitue la frontière. En arrière du lobe temporal se trouve le lobe occipital où les informations visuelles parviennent au cortex. On inclut dans le lobe temporal des structures profondes: l'hippocampe et l'amygdale.
Les principales circonvolutions du lobe temporal sont :
- sur la face latérale, parallèles au sillon latéral de haut en bas, on trouve :
  - le gyrus temporal supérieur (ou T1), dont la face supérieure est elle-même divisée, d'avant en arrière, en planum polare, gyrus temporal transverse (ou gyrus de Heschl, avec une branche antérieure et une branche postérieure séparées par le sillon temporal transverse) et planum temporale. Le gyrus temporal supérieur prolonge les gyri supra-marginal et angulaire du lobe pariétal;
  - le gyrus temporal moyen (T2);
  - le gyrus temporal inférieur (T3).
- sur la face ventrale et interne :
  - le gyrus fusiforme (ou occipito-temporal) latéral (T4);
  - le gyrus parahippocampique (T5), qui se prolonge en arrière avec le gyrus lingual du lobe occipital et se termine dans sa partie antérieure en une forme de crochet, baptisée uncus.

Par ailleurs, on distingue différentes sous-régions au sein du lobe temporal :
- le pôle temporal : partie la plus antérieure du lobe temporal située en position ventrale par rapport à l'opercule frontal ;
- le lobe temporal médian : partie la plus interne du lobe temporal qui inclut les régions limbiques et paralimbiques que sont l'amygdale, l'hippocampe et les cortex adjacents ;
- le cortex inférotemporal : partie ventrale du lobe temporal qui est en continuité avec le lobe occipital au niveau du gyrus fusiforme (qui devient alors le gyrus occipital postérieur).

## Physiologie
Le lobe temporal joue un rôle dans de multiples processus cognitifs. Il nous permet principalement de répondre à la question du « quoi? ». On peut le diviser en deux grandes parties : le cortex temporal supérieur et le cortex temporal inférieur. Il est connu avant tout pour le traitement des informations auditives (p. ex. les bruits, la musique et le langage) qu’on peut localiser dans le cortex temporal supérieur. Mais il intervient aussi pour une autre modalité : le traitement des informations visuelles, qui se déroule dans le cortex temporal inférieur. Ces deux cortex vont aussi stocker en mémoire les informations qu’ils nous permettent d’identifier.

### Cortex temporal inférieur
Les autres parties du lobe temporal sont les aires temporales moyennes, les aires temporales médianes supérieures et le cortex inférotemporal (partie inférieure du lobe temporal). Elles sont impliquées dans l’analyse des informations visuelles, d’abord traitées dans le cortex visuel primaire, situé dans le cortex occipital. Une lésion à cet endroit entraine des déficits visuels: le sujet voit, mais est incapable de reconnaître ce qu’il voit. Ces autres parties constituent ainsi des éléments du cortex visuel multimodal, appelées aires visuelles associatives ou aires secondaires, et participent à une intégration plus élaborée des informations visuelles.
Une certaine proportion de cellules dans ces régions répond à des stimuli visuels, d’abord simples, moyennement complexes, puis complexes (p. ex. les visages) à mesure que l’on progresse dans les circuits. Il y a donc un traitement toujours plus complexe de ces informations qui se termine dans le gyrus parahippocampique, où sont analysées les scènes visuelles complexes, qui sont réparties en régions des lobes temporaux, pariétaux et occipitaux. Elles forment des réseaux nécessaires à l’analyse du mouvement, des relations spatiales, de la perception des formes, de l’identification et de la reconnaissance des couleurs - ou encore aux mécanismes de contrôle des mouvements de poursuite oculaire.
La lobectomie temporale bilatérale (privation des lobes temporaux de chaque hémisphère cérébral) pratiquée sur des singes provoque une cécité psychique les rendant incapables de reconnaître les objets de l’environnement (syndrome de Klüver-Bucy).
On a pu identifier dans le cortex inféro-temporal une aire sensible à la présentation des visages et au sentiment de familiarité (gyrus fusiforme moyen) qui, en cas de lésion, serait responsable du syndrome de prosopagnosie (incapacité à reconnaître un visage ou un lieu bien que l’on soit capable de les décrire).

### Mémoire
Les aires corticales qui sont le siège du traitement de l’information sont aussi le siège de la mise en mémoire de ces informations. En stimulant des zones du lobe temporal chez des patients conscients, Wilder Penfield a démontré que des hallucinations d’expériences passées étaient provoquées. À partir de ces expériences, on peut faire l’hypothèse que le lobe temporal est impliqué dans le stockage de la mémoire à long terme.
Le lobe temporal médian joue un rôle déterminant dans la mémorisation. Il est en effet le siège d’un circuit neuronal auquel on attribue la consolidation de la mémoire déclarative (mémoire des informations verbales). Les informations issues des aires corticales associatives chemineraient dans le lobe temporal médian en passant par le cortex rhinal (périrhinal et entorhinal), puis par le cortex parahippocampique pour rejoindre l’hippocampe. Ces informations passent ensuite dans le fornix pour atteindre le thalamus et l’hypothalamus. Ce circuit participerait au stockage des informations en mémoire.
Le cas célèbre du patient HM, qui a subi une section bilatérale (dans les deux hémisphères) sur la face interne du lobe temporal, y compris l’amygdale et les 2/3 de l’hippocampe, présente une amnésie antérograde sévère. Il était capable de se souvenir des expériences enregistrées avant l’opération en mémoire à long terme, mais il était incapable de se souvenir d’une personne lui ayant été présentée cinq minutes plus tôt. Il ne pouvait former de nouveaux souvenirs déclaratifs (mémoire épisodique). Il était capable, par exemple, de réaliser une tâche sans se souvenir qu’on la lui ait demandée.
Étant connecté à l’amygdale, le lobe temporal contribue à la mémorisation selon les qualités affectives d’une situation.

### Autres fonctions
Le lobe temporal est impliqué dans le vécu émotionnel. Les crises d’épilepsie localisées sur ce cortex entrainent en effet des sensations d’angoisse, d’euphorie, comme des hallucinations et des illusions. Parmi les illusions, on a attribué récemment l’« impression de déjà vu » à un dysfonctionnement de la mémoire et à une incapacité à identifier les expériences comme nouvelles. On a pu montrer qu’une stimulation du cortex entorhinal serait à l’origine de cette impression. On peut donc supposer que cette zone serait impliquée dans la distinction entre l’inconnu et le familier.
Le neuropsychologue Michael Persinger a trouvé que la stimulation d’une certaine région du lobe temporal droit provoquait le sentiment du divin ou l’expérience de religiosité. Les spécialistes appellent d'ailleurs cette région le « point de dieu ».
Le syndrome de Klüver-Bucy peut être interprété comme mettant en évidence d’autres fonctions du lobe temporal. Dans l'étude, les singes présentaient une dérégulation dans leur comportement alimentaire comme dans leur comportement sexuel, mais ces fonctions peuvent être en lien avec une perturbation générale affective et motivationnelle.
Des recherches sont en cours pour traiter les troubles d’accès de panique ou les déviations sexuelles en intervenant sur le fonctionnement du lobe temporal.